# Pișceanî, Strîi
Pișceanî (în ucraineană Піщани) este un sat în comuna Hodovîci din raionul Strîi, regiunea Liov, Ucraina.

## Demografie
Componența lingvistică a localității Pișceanî
     Ucraineană (100%)
Conform recensământului din 2001, toată populația localității Pișceanî era vorbitoare de ucraineană (100%).